# National Amusements
National Amusements, Inc. foi uma operadora privada de cinemas e holding de mídia sediada em Norwood, Massachusetts, registrada no estado de Maryland, nos Estados Unidos. A empresa, controlada pela família Redstone, administrava 69 cinemas com um total de 667 salas nos Estados Unidos, Reino Unido e América Latina, sob diversas marcas, como Showcase Cinemas, Multiplex Cinemas e Cinema de Lux. No Brasil, foi detinha o controle da UCI Cinemas. Além das operações cinematográficas, a National Amusements era a acionista controladora da Paramount Global.
Fundada por Michael Redstone, a companhia passou posteriormente para seu filho, Sumner Redstone. Após o falecimento de Sumner, em 2020, o controle foi transferido para um truste administrado por sua filha, Shari Redstone.
Depois de quase 90 anos sob comando da família Redstone, em julho de 2024, a Skydance Media, de David Ellison, anunciou a intenção de adquirir a National Amusements e realizar uma fusão tripartite entre ela, a própria Skydance e a Paramount Global, dando origem à Paramount Skydance Corporation. A fusão entre a Skydance Media e a Paramount Global foi aprovada pela Comissão Federal de Comunicações em 24 de julho de 2025, sendo concluída oficialmente em 7 de agosto de 2025.